# Los inocentes
Los inocentes (també coneguda com a Crónica negra) és una pel·lícula hispano-argentina de 1963, dirigida per Juan Antonio Bardem, protagonitzada per Alfredo Alcón i Paloma Valdés. Estrenada a Buenos Aires el 25 de setembre de 1963. Guanyadora del Còndor de Plata a millor director i a millor actor en 1964. Va ser nominada per a l'Os d'Or del Festival Internacional de Cinema de Berlín, on va obtenir el Premi de la Unió Internacional de Crítics de Cinema (UNICRIT).

## Sinopsi
És el relat d'una història d'amor entre un home de classe mitjana, Guido Santrori (Alfredo Alcón) i una jove de família rica amb pretensions aristocràtiques, Elena Ezzquellia (Paloma Valdés). Els fets transcorren durant l'hivern a Mar del Plata, una ciutat balneària turística de l'Argentina.

## Fets relacionats
La pel·lícula degué travessar gran quantitat d'incidents. Originalment havia estat pensada per a transcórrer a Espanya, ambientada a la ciutat balneària de Sant Sebastià, on els prejudicis religiosos hispans exercien un lloc central. No obstant això el projecte es va frustrar a causa de l'escàndol i subsegüent censura que va generar a Espanya l'estrena de la pel·lícula ¡¡Viridiana¡¡, de Luis Buñuel, de la qual Juan Antonio Bardem en va ser un dels productors.
Això va portar al fet que la pel·lícula fos reescrita per a ser ambientada en Mar del Plata en un entorn cultural argentí, llevant els aspectes relacionats amb el conservadorisme religiós. El film es va realitzar amb actors i tècnics argentins, a excepció de l'actriu protagonista, Paloma Valdés, elegida a cegues pel director. Finalment, poc abans de la seva estrena, Espanya va aixecar la prohibició que pesava sobre Bardem, i la pel·lícula va ser considerada com a coproducció argentí-espanyola, malgrat haver estat gairebé enterament realitzada a l'Argentina.

## Miscel·lània
L'actriu Paloma Valdés va ser seleccionada per Bardem sense conèixer-la. Quan finalment va arribar a l'Argentina per a realitzar la pel·lícula, va resultar que es tractava d'una menor d'edat que viatjava amb la seva mare, una franquista ultraconservadora, i que a més no sabia actuar. Els prejudicis de la mare van portar a alterar algunes importants escenes que havien de ser rodades al llit, encara sense nus, i al fet que Bardem dediqués les nits a ensenyar-li actuació a Paloma.

## Actors
1. Alfredo Alcón (Guido Santrori)
2. Paloma Valdés (Elena Ezzquellia)
3. Enrique Fava (Ignazio Fuentes)
4. Ignacio de Soroa
5. Fernanda Mistral
6. Zelmar Gueñol (Leiva Fuentes)
7. Pepita Meliá
8. Lía Casanova (Natalia Ezzquellia)
9. Fabio Zerpa
10. Eduardo Muñoz (Dionisio Ezquellia)
11. Josefa Goldar
12. Luis E. Corradi
13. Julián Pérez Ávila
14. Ovidio Fuentes
15. Juan Carlos Galván

## Premis
- 13è Festival Internacional de Cinema de Berlín (1963): nominada per a l'Os d'Or, guanyadora del Premi UNICRIT.[2]
- Premis Còndor de Plata (1964): millor director i millor actor.
- Premis del Sindicat Nacional de l'Espectacle de 1962: millor actriu.[3]